# Ernst David Wagner
Ernst David Wagner (Dramburg, Prússia, 18 de febrer, 1806 - Berlín, 4 de maig de 1883) fou un compositor alemany. En acabar els seus estudis el 1827 assolí la plaça d'organista a Neustettin i després acudí a alguns cursos del Reial Institut de Música religiosa i de la Reial Acadèmia de Berlín. El 1838 fou nomenat cantor de l'església de Sant Mateu i el 1848 de la de la Trinitat de Berlín. Com a compositor la seva obra es compon de motets, salms, lieders, peces per a orgue i per a piano, una col·lecció de corals i l'oratori Johannes der Tâufer, així com Die musikalische Ornamentik (1869).